# Cântec pentru fiul meu
Cântec pentru fiul meu este un film românesc din 1980 regizat de Constantin Dicu. Rolurile principale au fost interpretate de actorii Virgil Ogășanu, Horațiu Mălăele, Dina Cocea, Gina Patrichi.

## Distribuție
Distribuția filmului este alcătuită din:
- Dina Cocea — Buzescu
- Aristide Teică
- Alexandru Atanasiu — Nicuță
- Ștefan Tapalagă — Lupaș
- Mihai Pălădescu
- Virgil Ogășanu — Dumitrașcu
- Gina Patrichi — Eliza
- Boris Ciornei — Voicu
- Toma Dimitriu — Tudoran
- Melania Cîrje — Laura
- Horațiu Mălăele — Mituș
- Julieta Szönyi
- Silviu Stănculescu — Ilarie
- Cornel Vulpe — Mafteuță
- Tamara Buciuceanu — Ortansa Pârvu

## Primire
Filmul a fost vizionat de 1.422.173 de spectatori în cinematografele din România, după cum atestă o situație a numărului de spectatori înregistrat de filmele românești de la data premierei și până la data de 31 decembrie 2014 alcătuită de Centrul Național al Cinematografiei.